# Série 71 SNCB
La série 71 est une série de locomotives diesel de manœuvre de la SNCB de disposition D construites en 1956 et retirées du service en 1979 après une carrière problématique. 
Il ne faut pas les confondre avec la seconde série 71 (ex série 66), apparues en 1980.

## Histoire

### Construction
Afin de remplacer les locomotives à vapeur pour les manœuvres des lourdes charges, 12 machines diesel furent mises en service en 1956-1957. Deux modèles différents de locomotives à quatre essieux moteurs furent commandés en 6 exemplaires à Baume & Marpent.
- Le Type 270 avec transmission diesel-électrique et bogies qui deviendra la Série 70[2]
- Le Type 271 avec transmission hydraulique et essieux rigides qui deviendra la Série 71[3]

Finalement, aucune de ces séries ne donna lieu à la commande d’exemplaires supplémentaires mais la transmission hydraulique sera préférée pour les locomotives de manœuvres et une nouvelle série, le Type 272, sera commandée.
Les locomotives de Type 271 possédaient quatre essieux moteurs rigides dans le châssis munis de roues à rayon de diamètre supérieur reliés par des bielles et étaient équipées d’un moteur de 750 ch à six cylindres en ligne construit par SEM à Gand.
En 1971, lors de la renumérotation à 4 chiffres du matériel moteur, les engins du type 271 passèrent dans la série 71. Comme la 271.003 n’existait plus, on renumérota la 271.006 en 7103 afin de ne pas avoir de trous dans la numérotation.

### Transformations
Ces locomotives avaient de gros problèmes au niveau de leur transmission, construite par SEM, mais aussi un moteur fragile et subissaient les conséquences de leur disposition d’essieux moins souple que sur leurs consœurs de Type 270 qui occasionna plusieurs déraillements sur les courbes serrées. 
Dès leur sortie d’usine, elles durent faire l’objet de plusieurs modifications et elles durent être mises hors service entre 1957 et 1959 pour d’autres corrections.
En 1961, la 271.003 subira des dégâts si graves lors d’une avarie à son moteur diesel qu’il fut décidé de ne pas la réparer et de la conserver comme réserve de pièces. 
Entre 1963 et 1964, elles reçurent une nouvelle transmission construite par Voith qui sera plus tard également installée sur les locomotives des Séries 73, 74 et 82. La fiabilité en fut notablement améliorée mais les problèmes du moteur et de l’empattement rigide n’étaient pas résolus. 
Il ne fut cependant pas décidé comme les Série 70 de réaliser la coûteuse opération de changement de moteur et leur mise hors service fut envisagée dès que de nouveaux engins seraient disponibles.
Malgré cet état de fait, elles seront tout de même repeintes dans la nouvelle livrée verte avec "Z" jaune en 1972.

### Services effectués
Les 271 ont commencé leur carrière au dépôt de Kinkempois et ont été affectées aux manœuvres lourdes dans la région de Liège. À partir de 1957, elles seront mutées au dépôt de Merelbeke près de Gand afin de se trouver plus près des usines SEM à Gand. Une fois remises en service en 1959, on les verra surtout sur des trains de marchandises locaux vers le port de Gand et dans la région de Gand.  

## Fin de carrière et préservation
Ces machines n’ont jamais réellement été fiables et ont uniquement été utilisées que parce qu’elles étaient nécessaires et qu’aucun autre modèle de puissance similaire n’était disponible pour les remplacer. Avec la livraison de la seconde tranche des locomotives de Série 73, dont un certain nombre fut affecté à Merelbeke, elles prirent la relève des Série 71 qui n’avaient plus de services attribués à partir de 1976.
Elles seront formellement radiées en 1979 et démolies.
Une de ces locomotives a heureusement été sauvegardée, il s’agit de la 7103 (ex 271.006) qui fut déplacée vers l’abri-musée de Louvain jusqu'à sa fermeture. Comme elle n’allait pas être exposée au musée Train World, elle fut donnée au PFT en 2013 en même temps qu’une partie du matériel historique qui sera cédé à diverses associations ou promis à la démolition.
Elle a depuis été déplacée, par camion, au Musée du rail à Saint-Ghislain.    

## La deuxième série 71
Après leur mise hors service, il existera une seconde série 71 qui découle de la transformation en 1980 des trois prototypes de la série 66 en locomotives uniquement dédiées aux manœuvres. Ces machines ne partageaient aucun point commun avec la première série 71. 

## Sources